# 村内ファニチャーアクセス
株式会社村内ファニチャーアクセス（むらうちファニチャーアクセス）は、東京都八王子市に本社および本店を置く、家具とインテリア関連の小売業者である。1969年に村内ホームセンターを開店以来、敷地面積の拡張と店舗の増築増床を繰り返し、家具とインテリア専門小売業で国内最大級とされる。「家具は村内 八王子」をキャッチコピーとする。関連会社にBMW正規代理店村内外車センター (Murauchi BMW)、村内美術館がある。
八王子市に本社と本店を置く家電量販店ムラウチは、創業者同士は兄弟だが、会社は関連しない。

## 沿革
- 1948年（昭和23年）- 八王子市加住町で製材木工業として村内木工所を始める[1]。
- 1949年（昭和24年）- 百姓家の自宅12畳2間と6畳間に、桐ダンス、洋服ダンス、整理ダンス、鏡台、下駄箱などを並べる。
- 1953年（昭和28年）6月1日 - 有限会社村内家具店に改組[1]し、初めての店舗を売場面積80坪で開店する。
- 1955年（昭和30年）- 新聞広告と電柱広告を初めて行う。
- 1960年（昭和35年）- 本店を新築移転して約180坪に増床する。
- 1961年（昭和36年）- 本店を360坪に増床し、関東大型店グループ八展会に加盟する。
- 1965年（昭和40年）- 店舗と八王子駅間送迎サービスをマイクロバスまごころ号で開始する。
- 1969年（昭和44年）6月 - 本店を移転する。日本で初めての郊外ショッピングセンター[1]村内ホームセンターを開業する。
- 1970年（昭和45年）- 村内外車センターを設立する。
- 1971年（昭和46年）
  - ヘリコプターと外車の展示即売会を開催する。
  - 「ギャラリーむらうち」を開業して東郷青児展や現代ソビエト絵画展などを開催する。
  - オリジナル商品「ラブラブベッド」を開発し、新しいTVコマーシャルを日本テレビ「11PM」の時間枠で流して刺激的な内容がマスコミで話題となる。
- 1973年（昭和48年）-（初代）相模原店を新規開店する。
- 1976年（昭和51年）10月 - 株式会社村内家具店に組織変更[1]する。
- 1978年（昭和53年）- 第1回チャリティバーゲンを八王子本店で開催し、売上金の一部を八王子市社会福祉協議会に寄付する。相模原店を新築移転し、村内ホームセンター新相模原店を開店する。
- 1982年（昭和57年）- 八王子本店を増床して改装する。村内美術館を開設する。
- 1983年（昭和58年）- 村内外車センターがBMWJapanと正規ディーラー契約する。
- 1989年（平成元年）6月 - 村内ホームセンターを村内ファニチャーアクセスに変更する。村内美術館が東京都教育委員会から東京都で民間第1号の博物館相当施設認可を受ける。
- 1990年（平成2年）- 株式会社村内ファニチャーアクセスを設立[1]する。
- 1994年（平成6年）- 八王子本店を増床して建築面積を24,000平方メートルとする。国際化、文化化、情報化をキーワードにライフスタイル型の新しいコンセプト売場「Choice」を展開する。
- 1999年（平成11年）- オーケイ・ジャパンを設立してOKAYみなとみらい店を開業する。
- 2001年（平成13年）
  - 1月 - 村内健一郎が社長に、村内道昌は会長となる。
  - 2月 - OKAY八王子店を開店する。
- 2007年（平成19年）- 創業60周年の事業としてブランディングを実施し、「経営理念」「行動理念」「ブランドステートメント」を再定義した『村内の約束』を作成する。プライバシーマークを取得する。
- 2010年（平成22年）- 八王子本店敷地に「八王子現代家具工芸学校」を開校する。
- 2018年（平成30年）
  - 1月 - 世界のトップブランド NATUZZI ITALIA GALLERY YOKOHAMAを開店する。
  - 7月 - 相模原店を改装する。
  - 11月 - 八王子本店を改装する。
- 2019年（平成31年）- 自社EC、オンラインストア「KAGUHA（カグハ）」を開業する。
- 2020年（令和2年）- 国連WFP協会評議員として支援を始め、レッドカップキャンペーンを実施する。
- 2022年（令和4年）7月 - 相模原店を改装する。

## 店舗

### 東京都
- 八王子本店（八王子市）
  - OKAY八王子店

### 神奈川県
- 相模原店（相模原市南区）
- OKAYみなとみらい店（横浜市中区） - 横浜ワールドポーターズ内。
- NATUZZI ITALIA GALLERY YOKOHAMA（横浜市中区）

### 閉店した店舗
×は現在建物が解体された店舗。

#### 東京都
- 府中店×（府中市緑町3-1-11[2]、1972年11月開店[3] - 2015年4月5日閉店[4]）
  - 第一家電東府中店が最上階にテナント出店していたが、2000年までに撤退している。現在はマンション。
- 立川店×（立川市幸町3-3-9[2]、1976年2月開店[3] - 2010年3月14日閉店[5]）
  - 現在は住宅や生そばあずまが出店している。
- 原宿店（渋谷区、1979年10月開店[3] - 閉店）
  - 原宿駅の向かいで都心のアンテナショップとして営業していた。
- OKAYアルカキット錦糸町店（墨田区錦糸2-2-1、2002年3月29日開店[3][6] - 2019年12月26日閉店[7]）
  - アルカキット錦糸町の6階に出店していた。現在はジーユーや無印良品、ABCマートなどが出店している。
- OKAYららぽーと立川立飛店（立川市泉町935-1、2015年12月10日開店[3][8] - 2018年2月21日閉店[8][9]）
  - ららぽーと立川立飛の3階に出店した。現在はデコホームが出店している。

#### 神奈川県
- （初代）相模原店（相模原市、1973年7月開店[3] - 1978年閉店）
  - （２代目）相模原店への新築移転のため、閉店。
- 横浜港北店（横浜市都筑区茅ヶ崎中央55-1[2]、1997年11月開店[3][10] - 2018年5月13日閉店[3][10]）
  - パインクリエイドビルの２・３階に出店していた。
- OKAYアミューあつぎ店（厚木市中町2-12-15、2014年4月開店[3] - 2015年5月6日閉店[11]）
  - アミューあつぎの3階に出店した。現在はサカゼンが出店している。

#### 千葉県
- OKAY船橋店（船橋市浜町2-2-7、2004年12月1日開店[3] - 2009年11月23日閉店）
  - ビビットスクエア2階と3階に出店した。閉店後はかねたやを経て、現在は2階にニトリ、3階にブックオフ スーパーバザーが出店している。

#### 山梨県
大月店（大月市 1975年11月開店 - 閉店）

## 関連企業
株式会社村内外車センター（BMW正規ディーラー）当初は並行輸入業者でのちに正規販売店へ転換した。